# Глушинцы (Дзержинский район)
Глушинцы (бел. Глушы́нцы) — деревня в Дзержинском районе Минской области Белоруссии. В составе Путчинского сельсовета.

## География
В 21 км от Дзержинска, 42 км от Минска, 23 км от железнодорожной станции Койданово.
Пролегает дорога Н8396.

### Гидрография
Река Ислочь.

## История
До 8 апреля 1957 года деревня в составе Вертниковского сельсовета.

## Население

### Численность
- 2010 год — 3 жителя

### Динамика
- 1991 год — 7 дворов, 9 жителей
- 2004 год — 3 двора, 5 жителей
- 2010 год — 3 жителя